# Analisi gravimetrica
L'analisi gravimetrica consiste in un insieme di operazioni in cui il componente da determinare viene isolato, come elemento oppure come composto a composizione chimica ben definita, pesato e dalla misura ottenuta si risale alla quantità o alla massa del componente cercato.
Si hanno principalmente due metodi:
- analisi per precipitazione: il componente viene separato trasformandolo in un composto poco solubile che dopo opportuni trattamenti viene pesato;
- analisi per evaporazione: il componente viene determinato sfruttando la volatilità di un suo costituente (per esempio acqua di cristallizzazione nella determinazione dei sali idrati) oppure quella di un suo derivato (per esempio, il diossido di carbonio nella determinazione dei carbonati).

Determinando la perdita della massa pesata del campione, si hanno i dati per risalire alla quantità o alla massa del componente in esame.
Questo tipo di  analisi ha un margine di errore di circa 5%.